# Буздук
Буздук (рум. Buzduc) — село у повіті Долж в Румунії. Входить до складу комуни Дреготешть.
Село розташоване на відстані 165 км на захід від Бухареста, 19 км на південний схід від Крайови.

## Населення
За даними перепису населення 2002 року у селі проживали 219 осіб, усі — румуни. Усі жителі села рідною мовою назвали румунську.